# Knud W. Jensen

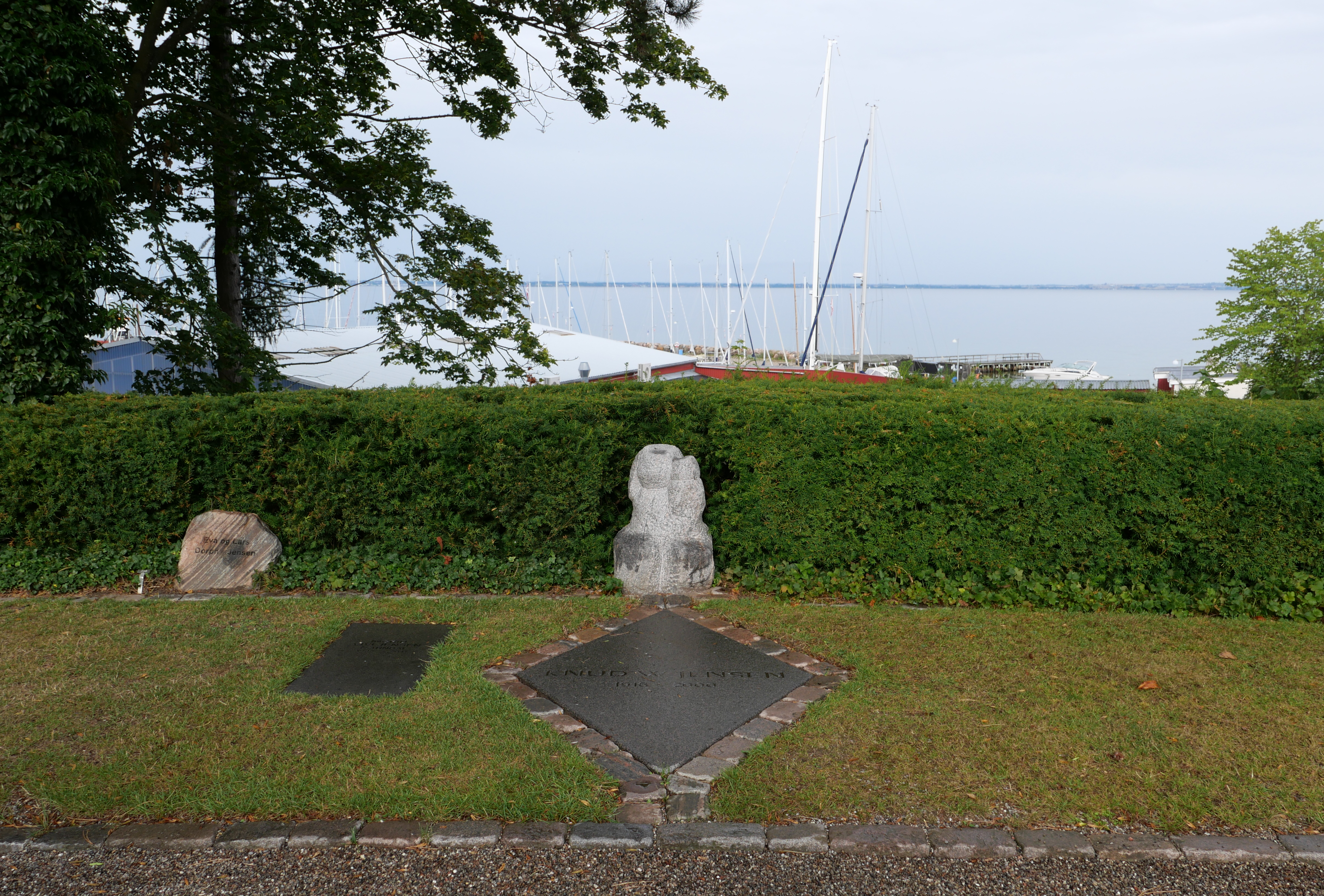
Les tombes de Jensen i la seva segona esposa Ingrid Vivi née Arndal (1923-2011) al cementiri de Humlebæk

Knud John Peter Wadum Jensen (7 de desembre de 1916 - 12 de desembre de 2000) fou el fundador i primer director del Museu Luisiana d'Art Modern de Dinamarca. Entre 1936 i 1938, Knud W. Jensen va estudiar llengua i comerç dins Alemanya, Suïssa, França, Bèlgica i el Regne Unit abans d'unir-se a l'empresa del seu pare, Ost en gros, el 1939. És conegut perquè el seu projecte de museus va ser un museu pioner a l'hora d'apropar l'art contemporani al gran públic.